# 川面村 (岡山県上房郡)
川面村（かわもそん）は、岡山県上房郡にあった村。現在の高梁市の一部にあたる。

## 地理
高梁川の中流左岸の河岸段丘上に位置していた。

## 歴史
- 1874年（明治7年）上房郡北組、南組が合併して川面村が成立[2]。
- 1880年（明治13年）上房郡巨勢村の一部を編入[2]。
- 1889年（明治22年）6月1日、町村制の施行により、上房郡川面村が単独で村制施行し、川面村が発足[1][2]。大字は編成せず[2]。
- 1954年（昭和29年）5月1日、上房郡高梁町・津川村・巨瀬村、川上郡玉川村・宇治村・松原村・高倉村・落合村と合併し、市制施行し高梁市を新設して廃止された[1][2]。合併後は、高梁市川面町となる[2]。

### 地名の由来
高梁川の低地いっぱいに水があふれていた情景から。

## 産業
- 農業、漁業、薪炭[2]

## 交通
- 1927年（昭和2年）国有鉄道伯備線が延伸し備中川面駅開設[2]。

## 教育
- 1947年（昭和22年）川面村高倉村組合立川面中学校開校[2]。